# Schönrainer Liederhandschrift

Seite der Schönrainer Liederhandschrift

Die Schönrainer Liederhandschrift, in der Literatur auch als Büdinger Bruchstücke oder Büdinger Fragmente geführt, ist eine um 1330 in Hessen entstandene Textsammlung epischer und lyrischer Dichtung in mittelhochdeutscher Sprache mit deutlich „hessischem Einschlag“. Das 25 Blatt starke, kleinformatige Fragment enthält Sangspruchdichtungen  u. a. von Reinmar von Zweter, Teile aus dem Epos „Buch von Troye“ („Trojanerkrieg“) des Konrad von Würzburg sowie aus der Sammlung von Sangspruchgedichten „Sängerkrieg auf der Wartburg“.

## Geschichte
Je zwei Blätter sind im Besitz der Universitätsbibliotheken in Basel und in Kassel.
Der restliche, größte Teil des Fragments gehörte jahrhundertelang zum Bestand des Fürstenhauses zu Ysenburg und Büdingen. Die Blätter wurden als Pergamentmakulatur zwischen 1850 und 1980 entdeckt und restauriert. Sie hatten zuvor durchgängig als Umschläge der Quartalsrechnungen des Amtes Schönrain gedient, das gegen Ende des 16. Jahrhunderts in den Händen der Grafen zu Ysenburg war. 2003 tauchten die 21 Blätter nebst dem einseitig beschriebenen Makulaturrest eines 22. Blattes aus dem Büdinger Bestand zusammen mit anderen wertvollen Stücken aus dem Besitz der Fürsten von Ysenburg und Büdingen im Kunsthandel auf (Jörn Günther, Hamburg). Nachdem Zweifel an der Rechtmäßigkeit des Verkaufs laut geworden waren, beschloss das Fideikommiss-Auflösungsgericht am OLG Kassel, dass es sich nicht um Archivgut handele und die Handschrift somit verkauft werden dürfe. Wegen der Bedeutung als nationales Kulturgut sei allerdings ein Verkauf nur im Inland erlaubt. Das „Marburger Repertorium deutschsprachiger Handschriften des 13. und 14. Jahrhunderts“ listete diese Blätter jedoch als zum „Fürstl. Ysenburg- und Büdingenschen Archiv“ gehörig auf. Ob ein Ankauf dieser als bedeutendes Kulturgut angesehenen Handschrift durch eine öffentliche Sammlung, etwa die ursprünglich an einem Ankauf interessierte Landesbibliothek Kassel, zu verwirklichen ist, war lange nicht bekannt. Am 26. März 2008 wurde bekanntgegeben, dass die Herzog August Bibliothek in Wolfenbüttel die Stücke erworben hat. Damit kamen die Fragmente, die der Hamburger Vorbesitzer aufwendig hatte restaurieren und einbinden lassen, nicht an den angemessensten Ort (nämlich nach Kassel), sondern, so ein Kritiker, in eine Institution, die den „dicksten Geldbeutel hat“.